# Janko (Vorname)
Janko ist ein männlicher Vorname.

## Bedeutung und Herkunft
Janko, serbisch Јанко Janko, ist ein serbischer, slowenischer, slowakischer und kroatischer Diminutiv von Janez oder Ján.
Im Ungarischen ist Jankó ein Diminutiv zu János.

## Verbreitung
Als Vorname ist Janko in erster Linie in Slowenien und Bulgarien, aber auch in Mazedonien, Kroatien und Serbien verbreitet. Auch in Montenegro ist der Name geläufig.
Jankó kommt in Ungarn zwar gelegentlich vor, ist als Rufname jedoch nicht sehr verbreitet.
In Deutschland ist der Name Janko ausgesprochen selten. Zwischen 2010 und 2021 wurden er nur etwa 200 Mal vergeben.

## Namensträger
- Janko Peranski († 1689), kroatischer Graf und sächsischer Oberstleutnant, Kammerherr und Amtshauptmann
- Janko Drašković von Trakošćan (1770–1856), kroatischer Gelehrter, Reformator und Politiker
- Janko Veselinović (1862–1905), serbischer Schriftsteller
- Janko Vuković-Podkapelski (1871–1918), österreichisch-ungarischer Marineoffizier und Konteradmiral
- Janko Jesenský (1874–1945), slowakischer Jurist, Beamter und Schriftsteller
- Janko Binenbaum (1880–1956), Komponist
- Janko Šimrak (1883–1946), Bischof der griechisch-katholischen Diözese Križevci
- Janko Alexy (1894–1970), slowakischer Maler
- Janko Držečnik (1913–2001), slowenischer Thoraxchirurg
- Janko Bobetko (1919–2003), kroatischer General
- Janko Messner (1921–2011), österreichischer Schriftsteller
- Janko Tišler (1923–2007), slowenisch-österreichischer Autor und Widerstandskämpfer
- Janko Prunk (* 1942), slowenischer Historiker und Politiker
- Janko Jezovšek-Jizou (früher Janko Jezovšek; * 1945), Komponist, Pädagoge, Verleger, Herausgeber
- Janko Ferk (* 1958), österreichischer Richter und Schriftsteller
- Janko Röttgers (* 1976), deutscher Journalist und Autor
- Janko Lauenberger (auch Django Lauenberger; * 1976), deutscher Musiker
- Janko Tipsarević (* 1984), serbischer Tennisspieler
- Janko Božović (* 1985), österreichischer Handballspieler